# Alien Rage
Alien Rage est un jeu vidéo de tir à la première personne de science-fiction publié sur Microsoft Windows, Xbox 360 et PlayStation 3 en 2013. Le jeu est développé par le studio polonais de développement CI Games, alors connu sous le nom de City Interactive, en utilisant le moteur de jeu Unreal Engine 3.
Dans la campagne du jeu, le joueur incarne Jack, un soldat d’élite dont l’objectif est de détruire une usine et les extra-terrestres qui l’occupent, ces derniers s’étant retournés contre les humains avec qui ils partagé jusque-là l’usine.
D’abord annoncé sous le titre Alien Fear en avril 2012, le jeu est finalement rebaptisé Alien Rage en mai de l’année suivante. À sa sortie, il est accueilli de manière mitigée par la presse spécialisée qui regrettent son manque d’originalité et ses nombreux bugs.

## Accueil
| Alien Rage            |      |       |
| Média                 | Pays | Notes |
| Destructoid           | US   | 3/10  |
| GameSpot              | US   | 5/10  |
| IGN                   | US   | 44%   |
| Jeuxvideo.com         | FR   | 13/20 |
| Compilations de notes |      |       |
| Metacritic            | US   | 52%   |
| GameRankings          | US   | 55,6% |